# Stanley Rowley
Stanley Rupert Rowley (Young, 11 de septiembre de 1876 - Manly, 1 de abril de 1924) fue un atleta australiano que ganó cuatro medallas en el torneo de atletismo de los Juegos Olímpicos de París 1900, tres de bronce —en las pruebas de sesenta, cien y doscientos metros— y una de oro —compitiendo para el Equipo Mixto en los cinco mil metros por equipo, junto a los británicos Charles Bennet, John Rimmer, Sidney Robinson y Alfred Tysoe—.

## Biografía
En 1900 ganó tres de sus cuatro medallas para Australia y una para un equipo mixto, cuando compitió como quinto miembro con cuatro corredores de Gran Bretaña e Irlanda.
Fue titular de Australia en las pruebas de velocidad corta en los Juegos Olímpicos de 1900, y ganó medallas de bronce en 60 metros, 100 metros y 200 metros. Su primera prueba fueron los 100 metros el 14 de julio, y tras quedar segundo en la semifinal por detrás de Arthur Duffey, tuvo que pasar por una repesca, que ganó con 11,0 segundos, unos centímetros por delante del indio Norman Pritchard, que quedó eliminado en consecuencia. En la carrera final, Rowley no pudo igualar este tiempo y terminó en 11,2 segundos para ganar una medalla de bronce por detrás del medallista de plata Walter Tewksbury, que corrió en 11,1s. En la carrera de 60 metros del 15 de julio terminó en 7,2 segundos, a menos de medio metro del ganador de la medalla de oro, Alvin Kraenzlein, y de Tewksbury, que ganó otra medalla de plata. Rowley y Tewksbury se enfrentarían una última vez, en la prueba de 200 metros celebrada el 22 de julio. Rowley logró imponerse a su rival en las series, pero Tewksbury ganó la carrera final por un claro margen. Rowley, que terminó en 22,9 segundos, perdió también ante Norman Pritchard y recibió su tercera medalla de bronce. 